# Islande au Concours Eurovision de la chanson 2008
L'Islande a été le premier pays à commencer sa sélection télévisée, qui démarre particulièrement tôt cette année : les demi-finales débutent le 6 octobre 2007.
Laugardagslögin, c'est le nom de l'émission, choisira donc la chanson gagnante qui tentera de faire mieux que les dernières participations de l'Islande, qui n'a jamais atteint la finale depuis sa qualification automatique en 2004.

## Présélection
146 chansons ont été envoyées au radiodiffuseur islandais RÚV, qui en a choisi six pour participer aux demi-finales. Ensuite, neuf compositeurs ont été invités à composer trois chansons chacun, qui participent toutes aux demi-finales. Le nombre total de chansons est donc de 33.
Les compositeurs des chansons envoyées :
- Orlygur Smari
- Porarinn Freysson
- Hjörleifur Ingason
- Hallgrimur Oskarsson
- David Porsteinn Olgeirsson
- Aslaug H Halfdanadottir

Les compositeurs à qui il a été demandé de préparer trois chansons :
- Andrea Gylfadottir
- Bardi Johannsson
- Gudmundur Jonsson
- Larus Hjalmarsson
- Hafdis Huld Prastardottir
- Magnus Eiriksson
- Magnus Por Sigmundsson
- Margrét Kristin Sigurdardottir
- Svala Björgvinsdottir

Un total de quinze interprètes vont chanter les trente-trois chansons, soit un par compositeur - certains vont donc interpréter trois chansons, d'autre une seule.

## Format
Les demi-finales se déroulent de façon hebdomadaire, chaque samedi soir. Une demi-finale comporte trois chansons, et une se qualifie pour la finale. Une séance de repêchage est prévue pour donner un douzième billet, pour la finale le 16 février 2008.
La sélection se fait uniquement par télévote, même si un jury de trois professionnels donne son avis. Ce dernier est composé notamment de Selma Björnsdóttir, représentante 1999 avec "All out of luck" où elle obtint le meilleur score islandais à ce jour (deuxième), et en 2005 où "If I had your love" n'atteint pas les attentes placées (élimination en demi-finale).
La chanson finaliste est This Is My Life, du groupe Euroband
La chanson participera à la demi-finales du jeudi 22 mai 2008.

## Résultats
Le groupe se classe 8e de la deuxième demi-finale avec 68 points et qualifie donc l'Islande pour la finale du Concours.
Lors de la finale le 24 mai 2008, il se classe 14e du Concours avec 64 points.